# Galdona
Galdona es una entidad de población española del municipio de Motrico, perteneciente a la provincia de Guipúzcoa, en la comunidad autónoma del País Vasco. En 2022, tenía empadronados 108 habitantes.
Galdona se extiende sobre la colina de 223 metros sobre el nivel del mar de que se alza en la costa que ocupa el este del municipio de Motrico, desde el núcleo urbano hasta el límite con la provincia de Vizcaya. Esta costa se caracteriza por los acantilados  de flysch negro que se alzan sobre la rasa mareal con una superficie de 112,54 ha. en la que se ubica la zona conocida como Siete playas. Esta área, de gran interés geológico, forma parte del del Geoparque de la Costa Vasca que está integrado en la Red global de geoparques (GGN) y es accesible con marea baja tanto desde la playa de Saturrarán, en el lado oeste, o desde la playa de Burumendi en el lado este, el más cercano al núcleo urbano, tiene una longitud de 2520 metros y una anchura de 85 metros con marea baja quedando bajo el agua en la pleamar.
El acceso al Galdona se realiza por la carretera GI-3561 que parte de la que une Motrico con Ondárroa, la GI-638, y recorre todo el  barrio el cual está conformado por una serie de edificaciones rurales y residenciales y dos instalaciones de camping. Entre las edificaciones existentes se encuentra la ermita-caserío de Andra Mari de Idurre. Es sobre saliente las vistas que se abren sobre el mar Cantábrico.
El lugar se ha convertido en un espacio de esparcimiento y está recorrido por el sendero de Gran Recorrido GR-121 que da la vuelta a Guipúzcoa, en concreto en su etapa 6 que une la localidad de Deva con la playa de Saturrarán.
La colina de Galdonamendi tiene una altitud de 223 msnm, una prominencia de 148 y es de categoría +3. Su altitud relativa es del 14,4%, la prominencia relativa es del 15,7%  y la relevancia del 15,0%. Ha sido también llamada Alikantetontorra.